# Aéroport international de Francistown
L'aéroport international Phillip Gaonwe Matante (code IATA : FRW • code OACI : FBFT) est un aéroport desservant Francistown, au Botswana. L'aéroport est sur le bord ouest de la ville, à l'est du pays.

## Situation
| Francistown Gaborone Kasane Maun |

## Compagnies aériennes et destinations
| Compagnies   | Destinations                              |
| ------------ | ----------------------------------------- |
| Air Botswana | Gaborone-S. Khama, Johannesbourg OR Tambo |

Actualisé le 29/11/2023